# アジア経済研究所開発スクール
アジア経済研究所開発スクール (IDEAS, Institute of Developing Economies Advanced School) は、1990年に通商産業省（現経済産業省）の意向により、アジア経済研究所（アジ研）に設置された途上国の開発問題専門家の養成機関である。1年制。千葉県千葉市美浜区にある。

## カリキュラム概要
レベル的には修士課程に相当するカリキュラムが組まれているが、文部科学省の認可は得ておらず、正式な大学院ではない。科目は経済学・統計学が中心であり、授業は日本人用の授業は日本語で、日本人と外国人共同の授業は英語で行なわれている。
講師にはアジ研の研究者が中心に担当するほか、一部の科目は外部の大学教授が担当している。アジ研の曙橋時代には、研究所の建物（経済協力センタービル）に入ることができず、付近の雑居ビルに入居していた。幕張新都心移転後になって、ようやく研究所と同居できるようになった。
学生には、日本人（および日本永住者）と外国人の入学枠がある。日本人については、修了後大学院修士課程進学を前提としているので、出願資格は4年制大学以上卒業者。選考は毎年6月に行なわれ、9月に入学する。かつては年齢制限（35歳以上出願不可）があったが、現在は撤廃されている。日本人に関しては、1年間の研修後、海外の大学院へ進学することが想定されている。日本人の学費は教材費を含めて年額約54万円(2011年現在）。
外国人に関しては、アジ研が指定した途上国の政府・機関から推薦された官僚および研究者が対象となる。年齢は35歳以下。授業が英語ということもあり、外国人の入学要件には日本語能力が含まれていない。学費免除の上、滞在費（月30万円前後）の支給もある。

## 卒業後の進学先・就職先
IDEASのデータの信頼できる点として、研修生の全進学先・就職先について、具体的に大学名・機関名を人数込みで公表している点があげられる。同様のプログラムである、FASID/GRIPS国際開発大学院共同プログラム修士課程国際開発プログラム等は、就職先の機関名や人数まで具体的には公表していない。

海外の大学院のトップ10の進学先としては、創設以来（1期から16期）の集計で上位から以下のようになっている。
ロンドン・スクール・オブ・エコノミクス(LSE): 23名、ロンドン大学SOAS: 21名、コーネル大学：16名、デューク大学：13名、ケンブリッジ大学：10名、 マンチェスター大学：9名、スタンフォード大学：8名、サセックス大学：7名、ハーバード大学：6名、イーストアングリア大学：4名

研修修了後のトップ5の就職先としては、創設以来（1期から16期）の集計で上位から以下のようになっている。
JICA: 23名、JBIC: 10名、アジア経済研究所：7名、IDCJ: 6名、世界銀行：4名、アジア開発銀行及びユニセフ：3名

## 他の大学院との比較
IDEASに類する組織としては、神戸大学、筑波大学、広島大学等に設けられた大学院国際協力研究科や、国際連合大学大学院等がある。2006年、（各省の独法評価委員会の上位に位置する）総務省の独立行政法人評価委員会は、これらの大学院とIDEASが重複していると指摘している。ただし、これらの大学院と比べてもIDEASの方が入学生（特に日本人学生）の質、卒業後の進路でも勝っていると評価する向きもある。一方、アジ研内部では、教学の負担が研究生活上のデメリットであると感じる研究者もおり、IDEAS不要論が存在することも確かである。